# Deutsche Floorball-Kleinfeldmeisterschaft 2011 (Frauen)
Die Endrunde der deutschen Floorball-Kleinfeldmeisterschaft der Frauen 2011 wurde am 21. und 22. Mai 2011 in der Sporthalle West in Weißenfels (Sachsen-Anhalt) ausgespielt. Acht Mannschaften hatten sich zuvor für die Finalrunde qualifiziert und spielten in zunächst zwei Vorrundengruppen um den Einzug in das Halbfinale. Im Finale gewann der UHC Sparkasse Weißenfels mit 11:3 gegen den SV 1919 Grimma.

## Vorrunde

### Gruppe A
| Verein                   | Sp | S | U | N | +  | -  | Pkt |
| ------------------------ | -- | - | - | - | -- | -- | --- |
| UHC Sparkasse Weißenfels | 3  | 3 | 0 | 0 | 47 | 14 | 9   |
| BW Aasee                 | 3  | 2 | 0 | 1 | 21 | 30 | 6   |
| ASV Köln                 | 3  | 0 | 1 | 2 | 12 | 16 | 1   |
| Kieler Floorball Klub    | 3  | 0 | 1 | 2 | 16 | 36 | 1   |

| UHC Sparkasse Weißenfels | 19 | – | 3 | BW Aasee | 21. Mai 2011 | 12:00 Uhr |

| ASV Köln | 3 | – | 3 | Kieler Floorball Klub | 21. Mai 2011 | 12:00 Uhr |

| BW Aasee | 11 | – | 5 | Kieler Floorball Klub | 21. Mai 2011 | 15:00 Uhr |

| UHC Sparkasse Weißenfels | 6 | – | 3 | ASV Köln | 21. Mai 2011 | 15:00 Uhr |

| BW Aasee | 7 | – | 6 | ASV Köln | 21. Mai 2011 | 18:00 Uhr |

| Kieler Floorball Kub | 8 | – | 22 | UHC Sparkasse Weißenfels | 21. Mai 2011 | 18:00 Uhr |

### Gruppe B
| Verein                  | Sp | S | U | N | +  | -  | Pkt |
| ----------------------- | -- | - | - | - | -- | -- | --- |
| SV 1919 Grimma          | 3  | 2 | 1 | 0 | 32 | 15 | 7   |
| TV Eiche Horn           | 3  | 2 | 1 | 0 | 12 | 9  | 7   |
| SG Berlin               | 3  | 1 | 0 | 2 | 16 | 16 | 3   |
| SG FC Stern/PSV München | 3  | 0 | 0 | 3 | 9  | 39 | 0   |

| TV Eiche Horn | 12 | – | 1 | SG FC Stern/PSV München | 21. Mai 2011 | 13:00 Uhr |

| SV 1919 Grimma | 9 | – | 3 | SG Berlin | 21. Mai 2011 | 13:00 Uhr |

| SV 1919 Grimma | 7 | – | 7 | TV Eiche Horn | 21. Mai 2011 | 16:00 Uhr |

| SG Berlin | 11 | – | 3 | SG FC Stern/PSV München | 21. Mai 2011 | 16:00 Uhr |

| SG Berlin | 2 | – | 4 | TV Eiche Horn | 21. Mai 2011 | 19:00 Uhr |

| SG FC Stern/PSV München | 5 | – | 16 | SV 1919 Grimma | 21. Mai 2011 | 19:00 Uhr |

## Platzierungsspiele Plätze 5–8

### Spiel um Platz 7
| Kieler Floorball Klub | 11 | – | 3 | SG FC Stern/PSV München | 22. Mai 2011 | 12:45 Uhr |

### Spiel um Platz 5
| ASV Köln | 15 | – | 0 | SG Berlin | 22. Mai 2011 | 11:30 Uhr |

## Finalrunde

### Halbfinale
| UHC Sparkasse Weißenfels | 3 | – | 1 | TV Eiche Horn | 22. Mai 2011 | 09:00 Uhr |

| BW Aasee | 5 | – | 8 | SV 1919 Grimma | 22. Mai 2011 | 10:15 Uhr |

### Kleines Finale
| TV Eiche Horn | 8 | – | 2 | BW Aasee | 22. Mai 2011 | 14:00 Uhr |

### Finale
| UHC Sparkasse Weißenfels | 11 | – | 3 | SV 1919 Grimma | 22. Mai 2011 | 15:15 Uhr |

## Meisterkader
UHC Sparkasse Weißenfels spielte im Finale mit: Lisa Bartsch, Laura Neumann, Pauline Baumgarten, Felicitas Brückner, Carla Benndorf, Jenny Ehrke, Magdalena Tauchlitz, Jenny Horn, Sara Patzelt, Nancy Gatzsch, Franziska Liebing, Antje Schneidewind, Anika Mähler.

## Endplatzierungen
| Kleinfeldmeisterschaft 2011 (Frauen) | Kleinfeldmeisterschaft 2011 (Frauen) |
| ------------------------------------ | ------------------------------------ |
| Platz 1                              | UHC Sparkasse Weißenfels             |
| Platz 2                              | SV 1919 Grimma                       |
| Platz 3                              | TV Eiche Horn                        |
| Platz 4                              | BW Aasee                             |
| Platz 5                              | ASV Köln                             |
| Platz 6                              | SG Berlin                            |
| Platz 7                              | Kieler Floorball Klub                |
| Platz 8                              | SG FC Stern/PSV München              |

## Scorerwertung
1. Anne-Marie Mietz (SV 1919 Grimma) – 5 Spiele / 31 Punkte (22 Tore + 9 Vorlagen)
2. Stefanie Reinhardt (SV 1919 Grimma) – 5 Spiele / 20 Punkte (14 Tore + 6 Vorlagen)
3. Magdalena Tauchlitz (UHC Weißenfels) – 5 Spiele / 19 Punkte (13 Tore + 6 Vorlagen)